# Окраина (песня)
«Окра́ина / Ива́н Ива́нович» — 30-й сингл Аллы Пугачёвой. Был выпущен в 1987 году в СССР фирмой «Мелодия» в серии «По вашим письмам». Сингл составили песни, записанные Пугачёвой в 1983—1984 годах для кинофильма «Пришла и говорю» (1985).
Согласно официальной дискографии Аллы Пугачёвой, по заглавной композиции этот релиз считается синглом к её девятому студийному альбому «Пришла и говорю», хотя песня «Иван Иванович» вошла только в магнитофонную версию этого альбома.

## О сингле
Сингл был выпущен в преддверии выхода девятого студийного альбома Аллы Пугачёвой «Пришла и говорю», который является запоздалым саундтреком к одноимённому музыкально-документальному кинофильму-ревю с Пугачёвой в главной роли. В 1985 году одновременно с выходом фильма во всесоюзный кинопрокат фирма «Мелодия» планировала выпустить саундтрек к нему в виде двойного альбома. Релиз так и не был осуществлён вовремя, поскольку «Мелодия» всё время откладывала его выпуск. В сокращённом виде на одной пластинке этот альбом выпустили лишь в 1987 году. К тому времени релиз был запоздалым и неактуальным: после премьеры фильма прошло 2 года, а у Пугачёвой на тот момент уже начался новый период творчества, характеризующийся сотрудничеством с Владимиром Кузьминым и западногерманским рок-исполнителем Удо Линденбергом. Кроме того, в альбом была включена песня «Найти меня», которая в фильме не звучала и была записана в 1986 году, уже после выхода фильма.
Обе песни сингла написаны Аллой Пугачёвой на стихи поэта-песенника Ильи Резника, который плодотворно сотрудничал с певицей предыдущие годы и написал тексты таких получивших известность в её исполнении песен как «Посидим, поокаем», «Ты возьми меня с собой», «Звёздное лето», «Поднимись над суетой!», «Как тревожен этот путь», «Маэстро», «Старинные часы», «Возвращение» и другие. Большинство песен, прозвучавших в фильме «Пришла и говорю», написаны на его стихи.
Аранжировку обеих песен выполнил Руслан Горобец — руководитель инструментального ансамбля «Рецитал», аккомпанирующего в те годы Пугачёвой.
В 1996 году «Окраина» и «Иван Иванович» были включены в «Коллекцию» Пугачёвой из 13 CD-дисков. Первая вошла в диск № 2 «Ах, как хочется жить!», а вторая — в диск № 4 «Только в кино».

### «Окраина»
Песня была записана ещё осенью 1983 года для праздничной музыкальной программы «Новогодний аттракцион», премьера которой состоялась 2 января 1984 года по Первой программе ЦТ. Позже песню решили включить в кинофильм. В фильме песня звучит за кадром, а в это время показана прогулка певицы по Хельсинки. Пугачёва очень редко исполняла эту песню в своих сольных концертах; в апреле 1988 года она исполняла её на творческих вечерах «Вернисаж Ильи Резника» в Москве в ГЦКЗ «Россия», приуроченных к 50-летнему юбилею поэта.
По выражению музыкального критика Бориса Савченко, Илья Резник, стал переписчиком её биографии и в этой песне запечатлел её собственную судьбу.

### «Иван Иванович»
В песне Пугачёва обращается к Ивану Ивановичу (Ивану Иванычу) — приятелю и фронтовому товарищу её покойного отца, с которым тот прошёл всю Великую Отечественную войну. В фильме Пугачёва исполняет эту песню в окружении ветеранов войны: Ивана Ивановича и других фронтовых товарищей своего отца, а также своей матери — Зинаиды Одеговой; во время исполнения все они подпевают Пугачёвой. Эпизод был снят в середине января 1985 года в квартире матери Пугачёвой в Кузьминках. Песня была записана сугубо для фильма и никогда не исполнялась Пугачёвой со сцены.

## Список композиций
Все тексты написаны Ильёй Резником, вся музыка написана Аллой Пугачёвой.
| №  | Название  | Длительность |
| -- | --------- | ------------ |
| 1. | «Окраина» | 4:50         |

| №  | Название        | Длительность |
| -- | --------------- | ------------ |
| 2. | «Иван Иванович» | 3:14         |

## Участники записи

### Музыканты
- Основной вокал — Алла Пугачёва
- Аккомпанемент — Инструментальный ансамбль «Рецитал», руководитель Руслан Горобец
- Аранжировка — Руслан Горобец

### Технический персонал
- Звукорежиссёр — Виктор Бабушкин
- Редактор — Иван Йотко
- Художник — Юрий Балашов